# Ahmed ben Zayed Al Nahyane
Cheikh Ahmed ben Zayed Al Nahyane (en arabe أحمد بن زايد آل نهيان) était un prince d'Abou Dabi, né en 1968 et mort le 26 mars 2010, fils du cheikh Zayed ben Sultan Al Nahyane, fondateur des Émirats arabes unis et frère cadet de Mohammed ben Zayed, leur président actuel, émir d'Abou Dabi. Il était classé en 2009 au 27e rang du classement Forbes des personnalités les plus influentes au monde.

## Carrière
Diplômé de l'Université des Émirats arabes unis, il rejoint en 1991 l'ADIA (Abu Dhabi Investment Authority), considéré comme le plus important fonds souverain mondial, gérant en 2010 environ 600 milliards de dollars, et où il occupa plusieurs postes dont celui d'analyste des actions européennes, avant d'en être nommé directeur général en 1997.
Depuis 1996, il présidait la fondation Zayed pour les activités caritatives et humanitaires. 
Depuis 2005, il était membre du Conseil supérieur du pétrole, la plus haute instance des affaires pétrolières d'Abou Dabi.

## Accident
Victime le 26 mars 2010 au Maroc d'un accident d'ULM près de la propriété familiale dominant le lac du barrage Sidi Mohamed ben Abdellah, dans la vallée du Bou Regreg au sud de Rabat, son corps a été repêché au fond du lac après 4 jours de recherches intensives avec plongeurs et hélicoptères auxquelles participèrent plus de 200 personnes de plusieurs pays dont le Maroc (l'essentiel des effectifs), les Émirats, les États-Unis, l'Espagne et la France. 
Depuis peu, il avait acheté un ULM et c'est en apprenant à piloter celui-ci qu'il a trouvé la mort. Son instructeur, Julio López, un Espagnol dirigeant la base d'Aeroveleta, au nord de Grenade, avait rapidement été secouru et transféré à un hôpital de Rabat souffrant notamment d'une jambe cassée,. Selon son témoignage, l'appareil aurait traversé des turbulences et le moteur se serait arrêté alors que le cheikh, aux commandes, se préparait à atterrir. Avant que celui-ci, ou l'instructeur en place arrière, aient pu réagir, l'ULM serait tombé à l'eau et Ahmed aurait perdu connaissance à l'impact.
Le 2 juin 2008, un autre de ses frères, Nasser ben Zayed Al Nahyane (en), est tué dans un accident d'hélicoptère écrasé dans les eaux du golfe Persique.